# زلزال هوكايدو 1952
زلزال هوكايدو 1952 هو زلزالٌ وقعَ في هوكايدو في اليابان بتاريخ 2 مارس 1952.